# El Show Secreto
The Secret Show (El Show Secreto en Latinoamérica y España) es una serie de animación británica de 15 minutos de duración por episodio, producida por Collingwood O'Hare Entertainment para la BBC. Su emisión en Latinoamérica comenzó en julio de 2007 por el canal Jetix (ahora Disney XD) y en Estados Unidos por el canal Nicktoons. En el año 2007 ganó dos Premios BAFTA.

## Trama
La serie abarca el tema del espionaje. comienza con "The Fluffy Bunny Show" (El Show de los Conejitos Peluche), el cual está protagonizado por una abuela junto a seis conejos rosas, en donde la protagonista (la Dulce Abuelita) saluda al público y después ofrece al espectador que cante con ella la canción "The Fluffy Bunny" en donde ella toca un banjo y los conejos realizan saltos sincronizados. Mientras la Dulce Abuelita canta, los agentes de la U.Z.Z. realizan un plan para capturar a la abuela y los conejos con el propósito de tener el espacio suficiente para emitir el episodio del "Show Secreto". Después de capturarla Ray le dice a ella: "Lo siento, Dulce Abuelita, necesitamos este espacio por razones muy secretas" y se realiza una confirmación para saber si el lugar está despejado. 
Después se emite el programa "El Show Secreto". Trata sobre la organización secreta U.Z.Z. y se centra en 2 agentes: Víctor Volt y Anita Knight, quienes junto con el Profesor Profesor y el líder de la U.Z.Z.. "Changed Daily" (Cambiado Diariamente en Latinoamérica) luchan contra las fuerzas del mal de T.H.E.M. (E.L.L.O.S.), unos villanos que quieren dominar el mundo.

## Nombres de Cambiado Diariamente
- Estómago Flojo.
- Ninci Nancy La La.
- Nancy La Linda.
- Igor Pestañeo.
- Ardilla Caradura.
- Caramelo Pegajoso.
- Un Melonchicho.
- Conejito Acurrucado.
- Saco De La Justicia.
- Polly Wolly Dolly.
- Torta Pati.
- Rosado Boscoso.
- Pantalones Acurrucados.
- Zapatos De Hada Saltarina.
- Pezuñas De Pongo Piffle.
- Leopoldo Calcetín Problemas.
- Papá Ventarrón.
- Calamar Hoyuelo.
- Orejas Sudorosas.
- Nariz De Melón.
- Querido. (Nombre antiguo) (nombre original)
- Tengo Hambre, Tengo Hambre, Dice Mi Estómago.
- Jet Impulso (para América Latina) o Jet Propulsado (Para España) (de Víctor).
- Waki Toki.
- Kimberly Bimberly.
- Bocadito De Pollo.
- Fingol Verrugoso Volador.
- Jakiboom.
- Águila Barbuda.
- Boqui El Risueño.
- Jicabu.
- Bobi Bollo Atado.
- Cara Atrevida.
- Cara De Lámpara.
- Linga Gugu.
- Willy Tembleque Sacudón.
- Samy Caja De Salsa.
- Ciruela Empacada.
- Mitones Cha Cha.
- Salsa De Cebolla Picante.
- Bigotudo El Jorobado
- Pinocho.
- Cosquillas Pétalo De Amapola
- Chancleta Afeminada
- La Espada En La Piedra
- La Bella Y La Bestia
- Mocosa Quijada con Barros (De Anita)
- Burbujas Beso Beso
- Torta De Brócoli
- Fufu Gripu Agripado
- Uña De Dedo Pulgar Blanda (De su muñeco)
- Saco Arrugado Y Flaco
- Mami Querida
- Trozos De Piña
- Prepárese A Ser Recogido (Nombre No Oficial)
- Florecita Tonta Tonta Tonta Tonta
- Caballo Gordo Feo Y Panzón
- Pasteles Princesa Refinada
- Tía Norberta
- Orinal Espumoso
- Volante Brincón Saltón
- Flitsy Toffy Tammy
- Rodillas Cascabeleras Huesudas Roídas
- Buñuelo Chillón
- Oki Doki
- Caderas Ajustadas
- Rubencillo el tontillo
- Tío Camuñas
- Pito Carabote
- El Lechero Bombero
- Caravoncete
- Tito Leopoldo Manolin
- Zanahorio
- Victorio

## Códigos secretos
- Rojo: Cosa Secreta desaparecida, convoca a Victor y Anita para una misión o evacuación de U.Z.Z.
- Durazno:  Grave falla de error en la seguridad.
- Menta Fresca: Código referido al cepillo de dientes más pequeño.
- Natilla: Código que se menciona cuando alguien es expulsado de la "U.Z.Z".
- Apio: Monumentos voladores.
- Mostaza: Se lo nombra en el capítulo Ataque Impostor.
- Sorbete: Los impostores están por adueñarse del mundo.
- Grosella: Nadie sale del edificio.
- Coliflor: Todo el personal de U.Z.Z. debe presentarse a la acción.
- Cerradura Dorada: La Base de la U.Z.Z. está siendo inundada.
- Uva: La U.Z.Z. queda protegida por una cortina de hierro que la rodea.

## Curiosidades
- En el capítulo "Ataque Zombi" se supone que las palabras para transformarse en zombi eran "sí" y "no", pero se nota claramente que muchos personajes las dicen sin transformarse. Esto se debe a que en el idioma original las palabras claves son "yeah" y "no" palabras que representan o se traducen como afirmación y negación mientras que el si condicional en inglés corresponde a "if", en español utilizamos "Sí" como condicional y como afirmación.
- En varios capítulos se puede ver la Cosa Secreta en lugares extraños, como en la comida del comedor en el capítulo "¡Y esto es por Helsinki!".
- En el capítulo "Bebés Comando", se sabe que uno de los bebés que cuidaba la Nana PooPoo (Nana BuBu en Latinoamérica y Nana CaCa en España) fue Changed Daily y que los demás le ponían nombres tontos. Cabe destacar que en este mismo episodio la Nana PooPoo lo llama Querido, el cual es el antiguo nombre de éste.
- En el capítulo "La cosa que hace ping" cuando Changed Daily al sitio parodia llamada www.LittlePing.com o desde se entras al web de LittleRobots.com y el Agente Especial Ray dijeron "Bermuda Trapezoid" (Bermuda Trapezoide o Trapecio de las Bermudas) se escuchó la música llamada DisneyClub el famoso ta ra raaaaa. ¿Cómo fue posible si los agentes que tocaban la nota estaban lejos?
- En Stuff Stealers (Ladrones de objetos o Ladrones de cosas) se revela The Fluffy Bunny Show completo. Consiste en la canción, la Abuelita saltando va en busca del Abuelito, van saltando en busca del Oso, juntos siguen saltando y eso es todo.
- El episodio de Los Amonitas Mandan, hay un mensaje que es que hay que cuidar el mundo.
- En el episodio "Bebés comando" cuando Changed Daily fue convertido en bebé todavía tenía bigote.
- Los conejitos de la Abuela aparecen durante la trama de la mayoría de los episodios.
- Cuando realizan comunicaciones en las pantallas, algunas veces, al lado del personaje se puede ver una araña caminando en la pared.
- Una de las misiones secretas de Changed Daily es la del Hombre Hámster.
- La mayoría de los personajes tienen una sola ceja.
- Aunque la base de U.Z.Z. tiene su estructura central en forma de una vara delgada, por dentro es más grande.
- La Cosa Secreta al parecer es un objeto muy pequeño.
- El Profesor Profesor y Doctor Doctor son "Crónicamente Superdotados" o "Dotados Crónicos".
- El nombre de Eartha Quaker deriva de la palabra Earthquake, que significa Terremoto.
- El Salón Cómodo es una parodia del Cono del Silencio de la serie Superagente 86.
- En el episodio que los cepillos se rebelan, Ray menciona el código Menta Fresca. Éste código hace una especie de juego con el argumento del capítulo.
- A veces, el Profesor Profesor aleja un poco sus lentes de su cabeza. Sin embargo, las pupilas se ven aún en los lentes.
- En "Víctor del Futuro", Víctor tenía canas en una parte de su cabello, igual que Changed Daily.
- En "¡Y esto es por Helsinki!" cuando Víctor y Anita se comen las galletas voladoras hablan como si hubiesen inspirado helio, un gas que si lo aspiras, hablas más agudo.
- Las puntas de la camisa de Ray son exageradamente largas, y el nudo de su corbata es exageradamente chico.
- En Los padrinos mágicos, en Se acabó la escuela. El musical, cuando los padres de Timmy cuentan para atrás, miran un reloj sobre una chimenea y al lado de un cuadro. El reloj, la chimenea y el cuadro son muy parecidos a los de Changed Daily.
- El interruptor que activó Víctor en el episodio Flick the Swicht (Bajé el Interruptor o Dale al Interruptor) no aparece en algunos capítulos.
- En "Ataque extraterrestre", cuando Víctor y su destacamento de fuerzas vegetarianas están en la nave nodriza de los extraterrestres, el único miembro femenino del equipo se come a un alienígena, y esto hace que las manos le crezcan y su piel se vuelva celeste con manchas azules. Pero es vista sin sus manchas cuando el equipo viaja a otra nave. Al llegar, sus manchas vuelven.
- En episodio "Return of the Killer Toothbrush" (El regreso del cepillo de dientes asesino o El retorno del cepillo dental asesino), cuando el cepillo se mete en el traje de Víctor, es una alusión a la película Alien. Además, cuando los cepillos eléctricos se combinan, forman una araña gigante. Las arañas son el símbolo de E.L.L.O.S.
- En "El ataque del Reptogator", cuando Anita sale de U.Z.Z, está sobre una motonave azul, pero cuando se reúne con Víctor, está sobre su motonave verde.
- En "When Good Food goes Bad" (Cuando la comida se estropea, o Cuando la buena comida sale mal), en la escena en donde Víctor se come la zanahoria, entre el público están Zach Meadows y la Doctora Hipno de "Dr. Hypno Returns Again!", el Barón Roberto de "The Secret Room", el alcalde de Helsinki de "¡Y esto es por Helsinki!" y dos monjes de la Atlántida de "Los Pantalones de la Fatalidad".
- En "Ataque zombi", un zombi de fondo baila como Michael Jackson en su video musical "Thriller". Cuando Anita, el Profesor Profesor, Víctor y Changed Daily actúan como zombis, en vez de sostener sus brazos delante de él, Changed Daily anda como un egipcio, un baile popularizado por The Bangles en 1980.
- En el episodio "Eres historia", al principio, cuando Anita y Víctor están sobre el tren, se puede ver que E.L.L.O.S. convierten las motonaves verde y púrpura en globos de aire caliente. Más tarde, cuando la U.Z.Z. es atacada, Anita y Víctor están sobre sus motonaves, que se convierten en globos de aire caliente otra vez.
- El "Bermuda Trapezoid" del capítulo "La Cosa que hace Ping" es una obvia alusión al Triángulo de las Bermudas.
- El nombre U.Z.Z. es una alusión a la O.S.S. de Mini Espías. Además, en inglés significa "nosotros".
- En Las amonitas mandan, las amonitas son una obvia alusión a los ammonites, un grupo de cefalópodos primitivos.
- Al principio de muchos episodios Víctor y Anita caen sobre sus motonaves.

## Reparto original
- Alan D. Marriott es Víctor Volt.
- Kate Harbour es Anita Knight, Doctor Doctor, la Dulce Abuelita, la Líder Mundial, Mildred Volt, Stacey Stern, World Saver Jilly, El Niño.
- Rob Rackstraw es el Profesor Profesor, Zach Meadows, Eartha Quaker, El Chef, el Profesor Zoomotle, el Hombre Hámster, Maestro Maestro, World Saver.
- Keith Wickham es Changed Daily, Birdman, el Dulce Abuelito, Neville Sabelotodo, Doble Agente Especial Kent B. Trusted.
- Martin Hyder es Agente Especial Ray, Alphonse, Ojo Rojo, Spong.

The Secret Show ha tenido varias estrellas invitadas, incluyendo:
- Tom Baker es el Barón Roberto.
- Stephen Fry es Lucky Leo.
- Penelope Keith es la Nana PooPoo.
- Felicity Kendall es Lucy Woo.

## Doblaje
- Víctor Volt: Camilo Andrés Rodríguez
- Anita Knight: Mónica Valencia
- Cambiado Diariamente: Mario Gutiérrez Marin
- Profesor Profesor: Eleazar Osorio
- Agente Ray: Alexander Páez
- Doctora Doctora: Dilma Gómez
- Abuelita: Flor Marina López
- Líder Mundial: Zoraida Duque
- Stacey Stern: Renata Vargas
- Zack Meadows: Rodolfo Gutiérrez
- Spong: Sigifredo Vega
- Agente 1: Wolfang Galindo
- Agente 2: Oscar Fernando Gómez
- Agente Kowlaski: Diana Maritza Beltrán

- Dirigido por Rafael Ignacio Gómez
- Doblado en Provideo Colombia